# Stazione di Archi
La stazione di Archi è una stazione ferroviaria posta sulla ferrovia Sangritana, e punto d'origine della diramazione per Atessa. Serve il centro abitato di Archi. Nonostante sia formalmente attiva, è priva di traffico ordinario; resta tuttavia in funzione per il traffico merci del nucleo industriale della Val di Sangro, lungo la nuova tratta della ferrovia Sangritana Archi-Saletti-Fossacesia.